# Tofiq Bəhramov
Tofiq Bəhramov (ur. 29 stycznia 1925 w Ağdam, zm. 26 marca 1993 w Baku) – radziecki sędzia piłkarski narodowości azerskiej.

## Życiorys
Początkowo był piłkarzem, ale poważna kontuzja nogi uniemożliwiła mu kontynuowanie kariery. Został więc sędzią piłkarskim (17 lat w radzieckiej wyższej lidze). Został wybrany do grona sędziów UEFA w 1964 roku. Po zakończeniu kariery był sekretarzem w Azerskiej Federacji Piłkarskiej. 
Był sędzią liniowym w czasie Mundialu 1966 w Anglii. Stał się znany oraz kontrowersyjny po finale mistrzostw świata rozegranym pomiędzy Anglią a RFN. W 11. minucie dogrywki Geoff Hurst strzelił gola, a piłka po trafieniu w poprzeczkę odbiła się od murawy. Sędzia główny Gottfried Dienst ze Szwajcarii zawahał się, ale po konsultacji z Bəhramovem uznał gola. Decyzja ta stała się najczęściej dyskutowaną w historii piłki nożnej. Powtórki telewizyjne nie dają jednoznacznej odpowiedzi. W 1995 roku badania przeprowadzone na Uniwersytecie Oksfordzkim wykazały, że piłka nie przekroczyła całym obwodem linii bramkowej, a więc gol nie powinien zostać uznany. Po meczu prasa angielska uważała, że decyzja Bəhramova była prawidłowa, natomiast prasa niemiecka uważała, że sędzia skrzywdził drużynę niemiecką. Pikanterii sprawie dodaje fakt, że w półfinale mistrzostw drużyna RFN pokonała ZSRR.
Później sędziował między innymi w finałach mistrzostw Europy we Włoszech, Mundialu w Meksyku i pierwszy mecz finałowy Pucharu UEFA 1972 Wolverhampton-Tottenham. W 1999 roku inny radziecki sędzia Nikołaj Łatyszew oskarżył Bəhramova, że został sędzią międzynarodowym za dwa słoiki kawioru, które miała przyjąć komisja UEFA. Bəhramov napisał dwie autobiograficzne książki, wydane w ZSRR w wielkim nakładzie. Imieniem sędziego nazwano reprezentacyjny stadion w Baku, przed którym stoi jego pomnik.